# Jakow Petrowitsch Polonski

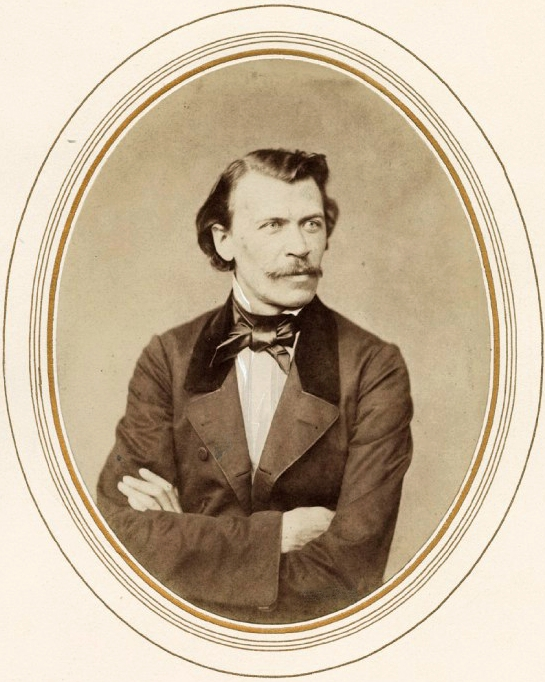
Jakow Polonski 1856

Jakow Petrowitsch Polonski (russisch Яков Петрович Полонский; * 6. Dezemberjul. / 18. Dezember 1819greg. in Rjasan, Gouvernement Rjasan, Russisches Kaiserreich; † 18. Oktoberjul. / 30. Oktober 1898greg. in Sankt Petersburg, Russisches Kaiserreich) war ein russischer Dichter, Schriftsteller und Librettist.

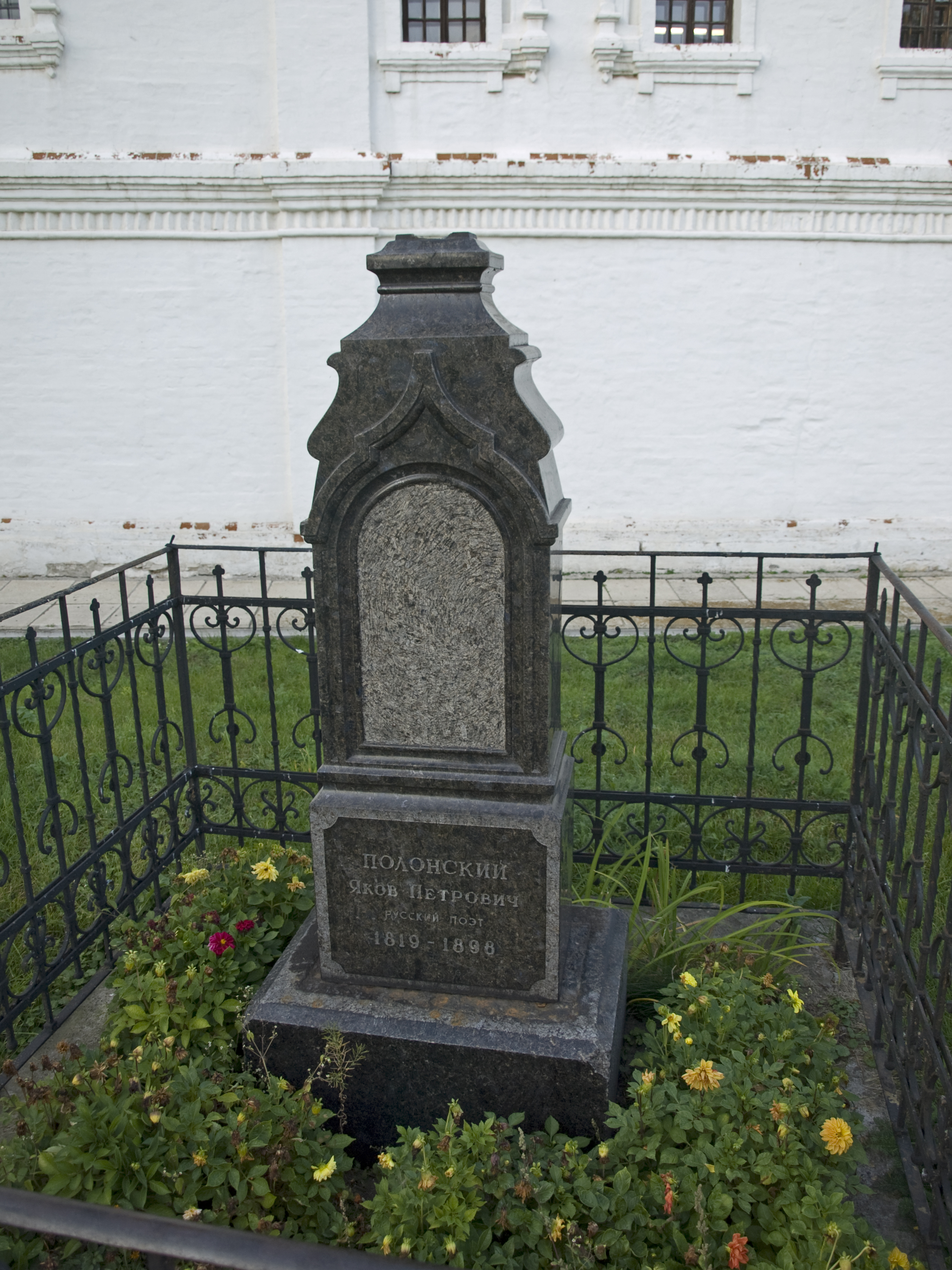
Grab von Jakow Polonski am Kreml in Rjasan

## Leben
Polonski kam in der russischen Stadt Rjasan als Sohn eines Beamten zur Welt und besuchte dort das Gymnasium. Von 1838 an studierte er an der Juristischen Fakultät der Lomonossow-Universität in Moskau, an der er unter anderem Afanassi Fet kennenlernte und die er im Frühjahr 1844 absolvierte. In der Zeitschrift Notizen des Vaterlandes veröffentlichte er 1840 seine ersten Gedichte. Im Herbst 1844 zog er nach Odessa, wo er bis Juni 1846 lebte und seine zweite poetische Sammlung Gedichte von 1845 veröffentlichte. Als der Generalgouverneur von Odessa Michail Woronzow 1845 Gouverneur im Kaukasus wurde, folgte er diesem nach Tiflis und trat dort dem Büro des Gouverneurs und der Redaktion der Zeitschrift Transkaukasischer Herold bei.
Im Juni 1851 verließ Polonski den Kaukasus und ging nach Russland, wo er zunächst in Moskau und später in Sankt Petersburg lebte und von dort aus gelegentlich das Ausland bereiste. 1855 wurde er Hauslehrer der Familie des Zivilgouverneurs von Sankt Petersburg Nikolai Smirnow (1807–1870) und dessen Ehefrau Alexandra Smirnowa, mit der er im Frühjahr 1857 nach Baden-Baden reiste. Im August 1857 trennte er sich von der Familie Smirnow und begab sich zum Studium der Malerei nach Genf. Von dort reiste Polonski weiter nach Italien und anschließend nach Paris. Im August 1858 kehrte er, nach seiner Hochzeit, von Paris nach Petersburg zurück und war dort zwischen 1859 und 1860 Herausgeber der Zeitschrift Russkoje slowo (deutsch: Russisches Wort). Von 1860 bis 1896 war er im Rat der Generaldirektion der Presse des Komitees der ausländischen Zensur angestellt. Polonski wurde 1886 korrespondierendes Mitglied der Sankt Petersburger Akademie der Wissenschaften. Er unterstützte die junge Schriftstellerin Al. Altajew.
In seinen Erinnerungen an Taras Schewtschenko schrieb er 1875 über seine Begegnungen mit dem ukrainischen Nationaldichter in Sankt Petersburg.
Viele seiner Gedichte schrieb er unter anderem zur Musik von Alexander Dargomyschski, Peter Tschaikowski, Sergei Rachmaninow, Sergei Tanejew und Anton Rubinstein, oder sie wurden von diesen vertont.
Jakow Polonski war zweimal verheiratet: Die erste Ehe ging er im August 1858 ein, seine Frau verstarb aber bereits im Sommer 1860. Ein zweites Mal heiratete er 1866 die  Bildhauerin Schosefina Rühlmann (1844–1920).
Er starb 1898 78-jährig in Sankt Petersburg und wurde am Kreml von Rjasan beerdigt.